# 朱总司令召开军事会议会址
朱总司令召开军事会议会址，位于山东省济宁市曲阜市孔林孔子墓享殿前，是中华人民共和国山东省文物保护单位之一。
1977年12月23日，授予山东省文物保护单位，是一座革命遗址及革命纪念建筑物。